# Zebrzydowice (stacja kolejowa)
Zebrzydowice – stacja kolejowa w Zebrzydowicach, w województwie śląskim, w Polsce. Według klasyfikacji PKP ma kategorię dworca lokalnego. Znajduje się na wysokości 246 m n.p.m.

## Ruch pasażerski
| Rok  | Wymiana pasażerska na dobę |
| ---- | -------------------------- |
| 2017 | 100-149                    |
| 2022 | 50-99                      |

## Historia
Przystanek w Zebrzydowicach został otwarty w 1855 roku na odcinku Bogumin – Dziedzice austriackiej Kolei Północnej. Na przystanku zatrzymywały się pociągi tylko na żądanie ówczesnych właścicieli Zebrzydowic – baronów von Mattencloitów.
Przed przystankiem, od strony Pruchnej, wybudowano wiadukt, który rozebrano ze względu na błędy konstrukcyjne. Początkowo tory, idąc równolegle do dzisiejszej ulicy Cichej i wzdłuż stawu Morskie Oko, przechodziły przez trzęsawiska, w związku z tym zdecydowano się zmienić przebieg trasy. Nowy odcinek linii został otwarty 3 listopada 1877 roku wraz z budynkami stacyjnymi w Zebrzydowicach. Po podziale Śląska Cieszyńskiego pomiędzy Polskę i Czechosłowację, stacja została rozbudowana, gdyż zgodnie z porozumieniem odprawa celno-paszportowa miała odbywać się po stronie polskiej. Wybudowano magazyn towarowo-celny, ładownię otwartą i krytą przeładownię, wieżę ciśnień, obrotnicę do parowozów, domy mieszkalne dla drużyn konduktorskich i parowozowych, urząd celny i dom mieszkalny dla straży celnej oraz nowy budynek dworca umożliwiający rewizję celną oraz paszportową. Modernizacja została zakończona 16 stycznia 1930 roku. Pierwszy międzynarodowy pociąg zaraz po otwarciu dworca poprowadził parowóz Ol12-34. W połowie lat 30. XX wieku stacja stała się węzłową dzięki uruchomieniu nowych linii kolejowych: 10 listopada 1934 roku uruchomiono odcinek Cieszyn – Zebrzydowice, a 16 listopada 1935 roku Zebrzydowice – Moszczenica.
W latach 1942–1944 w pobliżu stacji istniała filia obozu koncentracyjnego Auschwitz-Birkenau – więzieni w niej Żydzi pracowali na terenach kolejowych (o czym przypomina postawiony później pomnik koło dworca). Dworzec został zniszczony podczas działań wojennych. Po II wojnie światowej wybudowano prowizoryczne drewniane baraki. Pierwszy pociąg elektryczny składający się z ED70-001 przyjechał 29 kwietnia 1964 roku. Uroczystość połączono z otwarciem zabudowań stacyjnych, które mieściły kasy biletowe, pocztę, kiosk "Ruchu", zakład fryzjerski, sklep z pamiątkami oraz wyrobami ludowymi, kawiarnię, siedzibę urzędu celnego, WOP oraz biura kolejowe. Wybudowano również wówczas nowe niskie perony z nawierzchnią z płyt betonowych, które połączono przejściem podziemnym. W 1946 roku rozpoczęto budowę hali parowozowej, która dała początek zebrzydowickiej lokomotywowni. W latach 50. dokonano rozbudowy i modernizacji parowozowni, w wyniku czego została przemianowana z parowozowni pomocniczej na parowozownię główną III klasy. W latach 90. w związku z likwidacją lokomotywowni oddano do użytku halę napraw wagonów z kanałami i podestami. Lokomotywownia w Zebrzydowicach w październiku 1991 roku została zlikwidowana. W kolejnych latach zabudowania lokomotywowni były dewastowane i ostatecznie zostały rozebrane w 2008 roku.
Na stacji zatrzymują się pociągi międzynarodowe. Stacja jest wykorzystywana na linii S61 (Katowice – Cieszyn) spółki Koleje Śląskie od 9 grudnia 2012 (wtedy jako linia S58), kiedy spółka ta przejęła obsługę kierunku od Przewozów Regionalnych.